# Alan Smith
Alan Smith (Rothwell, 28. listopada 1980.) bivši je engleski nogometaš koji je igrao na poziciji veznog igrača.

## Životopis
Rodio se u Rothwell, gradu u okolici Leedsa. Za Leeds United je debitirao s 18 godina. U sezoni 2001./02. s Leedsom je došao do polufinala Lige prvaka, bio je standardan prvotimac. Nakon što je Leeds United ispao u Championship prelazi u Manchester United za 7 milijuna funti. U Manchester Unitedu je uglavnom ulazio u igru s klupe, a Alex Ferguson ga počinje stavljati da igra u veznom redu, do tada je igrao u napadu. 2. kolovoza prelazi u Newcastle United za 6 milijuna funti. Za Newcastle je debitirao u prijateljskoj utakmici protiv Sampdorie te postiže pogodak. Za Englesku je nastupio 19 puta, ali nikada nije nastupao na velikim natjecanjima.

## Uspjesi
Manchester United
- Premiership: 2006./07.
- Engleski Liga kup: 2005./06.

Newcastle United
- Championship: 2009./10.

## Vanjske poveznice
- alansmith17.com  Arhivirana inačica izvorne stranice od 9. veljače 2010. (Wayback Machine) Smith Revolution
- Profil Footballdatabase
- Profil  Arhivirana inačica izvorne stranice od 12. lipnja 2009. (Wayback Machine) Soccerbase